# Redes neuronales probabilísticas
Una red neuronal probabilíista (PNN) es un red neuronal unidireccional, la cual se deriva de la red bayesiana y un algoritmo estadístico llamado  Kernel Fisher discriminant analysis. Fue introducido por D.F. Specht en los principios de 1990s. En un PNN, las operaciones están organizadas en una red unidireccional multicapa con cuatro capas:
- Capa de entrada
- Capa escondida
- Capa de patrón/Capa de suma
- Capa de salida

## Arquitectura de PNN
Arquitectura de PNN

## Capas de PNN
PNN es a menudo utilizado en problemas de clasificación. Cuándo una entrada está presente, la primera capa computa la distancia del vector de entrada a los vectores de entrada del entrenamiento. Esto produce un vector donde sus elementos indican cuan cercanos esta la entrada de la entrada de entrenamiento. La segunda capa suma la contribución para cada clase de entradas y da su salida como un vector de probabilidades. Finalmente, una función de transferencia competitiva en la salida de la segunda capa elige el máximo de estas probabilidades, y produce un 1 (identificación positiva) para esta clase y un 0 (identificación negativa) para las clases no identificadas clases.

### Capa de entrada
Cada neurona en la capa de entrada representa un predictor de variable. En variables categóricas, N-1 neuronas son utilizadas cuándo hay N número de categorías. Estandariza el rango de los valores restando la mediana y dividiendo por el Rango intercuartílico. Entonces las neuronas de entrada alimentan los valores a cada una de las neuronas en la capa oculta.

### Capa de patrón
Esta capa contiene una neurona para cada caso en el conjunto de datos de entrenamiento. Almacena los valores del predictor de variables para el caso junto con el valor objetivo. Una neurona escondida calcula la distancia Euclidiana del caso de prueba del punto de centro de la neurona y entonces aplica el RBF kernel la función que utiliza el sigma valores.

### Capa de suma
Para las redes PNN hay una neurona de patrón para cada categoría de la variable objetivo. La verdadera categoría objetivo de cada caso de prueba está almacenada con cada neurona escondida; el valor de peso que sale de una neurona escondida está alimentado sólo con la neurona patrón que corresponde a la categoría de la neurona escondida. Las neuronas patrón añaden los valores para la clase que representan.

### Capa de salida
La capa de salida compara el peso de votos para cada categoría objetivo acumulada en la capa patrón y utiliza el voto más grande para pronosticar la categoría objetivo.

## Ventajas
Hay varias ventajas y desventajas utilizando PNN en vez de Perceptrón multicapa
- PNNs son mucho más rápido que las redes perceptrones multicapas.
- PNNs puede ser más preciso que redes perceptrones multicapas.
- Las redes PNN son relativamente insensibles a valores con ruido.
- Las redes PNN generan resultados de la función objetivo acertados.
- PNNs aprovecha la clasificación óptima de Bayes.

## Desventajas
- PNN es más lento que las redes perceptron multicapas en clasificar casos nuevos.
- PNN requiere más espacio de memoria para almacenar el modelo.

## Aplicaciones basadas en PNN
- Redes neuronales probabilistas en la modelización deterioro estructural de tubos de aguas pluviales.[6]
- Método de redes neuronal probabilista para le diagnóstico gástrico de pruebas de endoscopio basada en FTIR espectroscopia.[7]
- Redes Neuronales probabilistas para solucionar Problemas de Clasificación de Patrones diferentes.[8]
- Aplicación de redes neuronales probabilistas a población farmacocinética.[9]
- Redes Neuronales probabilistas en la Predicción de Clases de Leucemia y Tumor embrionario del Sistema Nervioso Central.[10]
- Identificación de barcos.[11]
- Configuración de sensor en una red ad hoc inalámbrica.[12]
- Reconocimiento de caracteres.
- Clasificación de imagines por Teledetección.[13]